# Seven de Australia 2011 (Adelaida)
El Seven de Australia de 2011 fue la octava edición del torneo australiano de rugby 7, fue el sexto torneo de la temporada 2010-11 de la Serie Mundial Masculina de Rugby 7.
Se disputó en la instalaciones del Adelaide Oval de Adelaide.

## Fase de grupos

### Grupo A
| Equipo        | Encuentros | Encuentros | Encuentros | Encuentros | Tantos  | Tantos    | Tantos     | Puntos |
| Equipo        | jugados    | ganados    | empatados  | perdidos   | a favor | en contra | diferencia | Puntos |
| ------------- | ---------- | ---------- | ---------- | ---------- | ------- | --------- | ---------- | ------ |
| Nueva Zelanda | 3          | 3          | 0          | 0          | 110     | 31        | +79        | 9      |
| Gales         | 3          | 2          | 0          | 1          | 89      | 50        | +39        | 7      |
| Kenia         | 3          | 1          | 0          | 2          | 47      | 72        | −25        | 5      |
| Islas Cook    | 3          | 0          | 0          | 3          | 19      | 112       | −93        | 3      |

Nota: Se otorgan 3 puntos al equipo que gane un partido, 2 al que empate y 1 al que pierda

### Grupo B
| Equipo             | Encuentros | Encuentros | Encuentros | Encuentros | Tantos  | Tantos    | Tantos     | Puntos |
| Equipo             | jugados    | ganados    | empatados  | perdidos   | a favor | en contra | diferencia | Puntos |
| ------------------ | ---------- | ---------- | ---------- | ---------- | ------- | --------- | ---------- | ------ |
| Inglaterra         | 3          | 3          | 0          | 0          | 111     | 38        | +73        | 9      |
| Argentina          | 3          | 2          | 0          | 1          | 86      | 33        | +53        | 7      |
| Escocia            | 3          | 1          | 0          | 2          | 33      | 81        | −48        | 5      |
| Papúa Nueva Guinea | 3          | 0          | 0          | 3          | 31      | 109       | −78        | 3      |

### Grupo C
| Equipo         | Encuentros | Encuentros | Encuentros | Encuentros | Tantos  | Tantos    | Tantos     | Puntos |
| Equipo         | jugados    | ganados    | empatados  | perdidos   | a favor | en contra | diferencia | Puntos |
| -------------- | ---------- | ---------- | ---------- | ---------- | ------- | --------- | ---------- | ------ |
| Fiyi           | 3          | 3          | 0          | 0          | 100     | 40        | +60        | 9      |
| Australia      | 3          | 2          | 0          | 1          | 89      | 50        | +39        | 7      |
| Estados Unidos | 3          | 1          | 0          | 2          | 39      | 81        | −42        | 5      |
| Tonga          | 3          | 0          | 0          | 3          | 40      | 97        | −57        | 3      |

### Grupo D
| Equipo    | Encuentros | Encuentros | Encuentros | Encuentros | Tantos  | Tantos    | Tantos     | Puntos |
| Equipo    | jugados    | ganados    | empatados  | perdidos   | a favor | en contra | diferencia | Puntos |
| --------- | ---------- | ---------- | ---------- | ---------- | ------- | --------- | ---------- | ------ |
| Samoa     | 3          | 3          | 0          | 0          | 85      | 36        | +49        | 9      |
| Sudáfrica | 3          | 2          | 0          | 1          | 57      | 38        | +19        | 7      |
| Francia   | 3          | 1          | 0          | 2          | 52      | 45        | +7         | 5      |
| Japón     | 3          | 0          | 0          | 3          | 26      | 101       | −75        | 3      |

## Fase Final

### Cuartos de final
| 3 de abril | Nueva Zelanda | 47 - 7 | Argentina |  |  |

| 3 de abril | Samoa | 19 - 14 | Australia |  |  |

| 3 de abril | Fiyi | 12 - 24 | Sudáfrica |  |  |

| 3 de abril | Inglaterra | 17 - 12 | Gales |  |  |

### Semifinal
| 3 de abril | Nueva Zelanda | 33 - 17 | Samoa |  |  |

| 3 de abril | Sudáfrica | 19 - 0 | Inglaterra |  |  |

### Final
| 3 de abril | Nueva Zelanda | 28 - 20 | Sudáfrica |  |  |

| Bandera de Nueva Zelanda |
| Campeón Nueva Zelanda    |
| 4º título del circuito   |